# Burg Hohenegg (Allgäu)
Die Burg Hohenegg ist eine abgegangene Spornburg im Westallgäu auf dem 750 m ü. NN hohen Hoheneggerberg über dem Eistobel genannten Tal der Oberen Argen. Sie liegt nördlich des Weilers Schüttentobel der Gemeinde Grünenbach im schwäbischen Landkreis Lindau (Bodensee) in Bayern.

## Geschichte
Die Entstehungszeit der Burg ist unklar, sie wurde 1171 erwähnt und war im Besitz der Herren von Rettenberg, die sich später Herren von Trauchburg nannten. Ab etwa 1240 war die Burg Stammsitz der Herren von Hohenegg, eine Seitenlinie der Herren von Trauchberg, die schon im 12. und 13. Jahrhundert als edelfrei galten. Rudolf von Trauchberg nannte sich 1244 nobilis vir de Hohenegge. Sowohl die Herren von Trauchburg wie auch die Herren von Hohenegg standen im Gefolge der Grafen von Veringen. Das Territorium nahe der Burg Hohenegg ging als Herrschaft Hohenegg in die Geschichtsschreibung ein.
Im Jahre 1359 verkauften die Hohenegger, die seit 1313 auch auf der Burg Vilsegg saßen und diese zu ihrem künftigen Sitz machten, die Herrschaft Hohenegg mit ihrer Stammburg an den Grafen Wilhelm III. von Montfort-Bregenz. Am 12. Juli 1451 verkaufte die Gräfin Elisabeth von Montfort-Bregenz Burg und Herrschaft an Herzog Sigmund von Tirol, der 1456 Burg und Herrschaft an den Pfleger Kaspar von Laubenberg (ansässig auf Burg Laubenbergerstein) verpfändete.
Um 1525 im Bauernkrieg wurde die Burg stark beschädigt, 1559 letztmals erwähnt und im Dreißigjährigen Krieg dem Verfall überlassen. 1730 wurde der Rest der Burg abgebrochen und die Steine zur Errichtung eines Hüttenwerks in Schüttentobel verwendet. Im Jahre 1805 kam die Herrschaft Hohenegg zu Bayern, 1898 wurde die Ruine dann von den Freiherren von Nostitz erworben.
Von der ehemaligen 15 mal 50 Meter großen Burganlage sind nur noch geringe Mauerreste erhalten. In der Nordostecke des Burgstalls befindet sich eine Kapelle aus dem Jahr 1897.

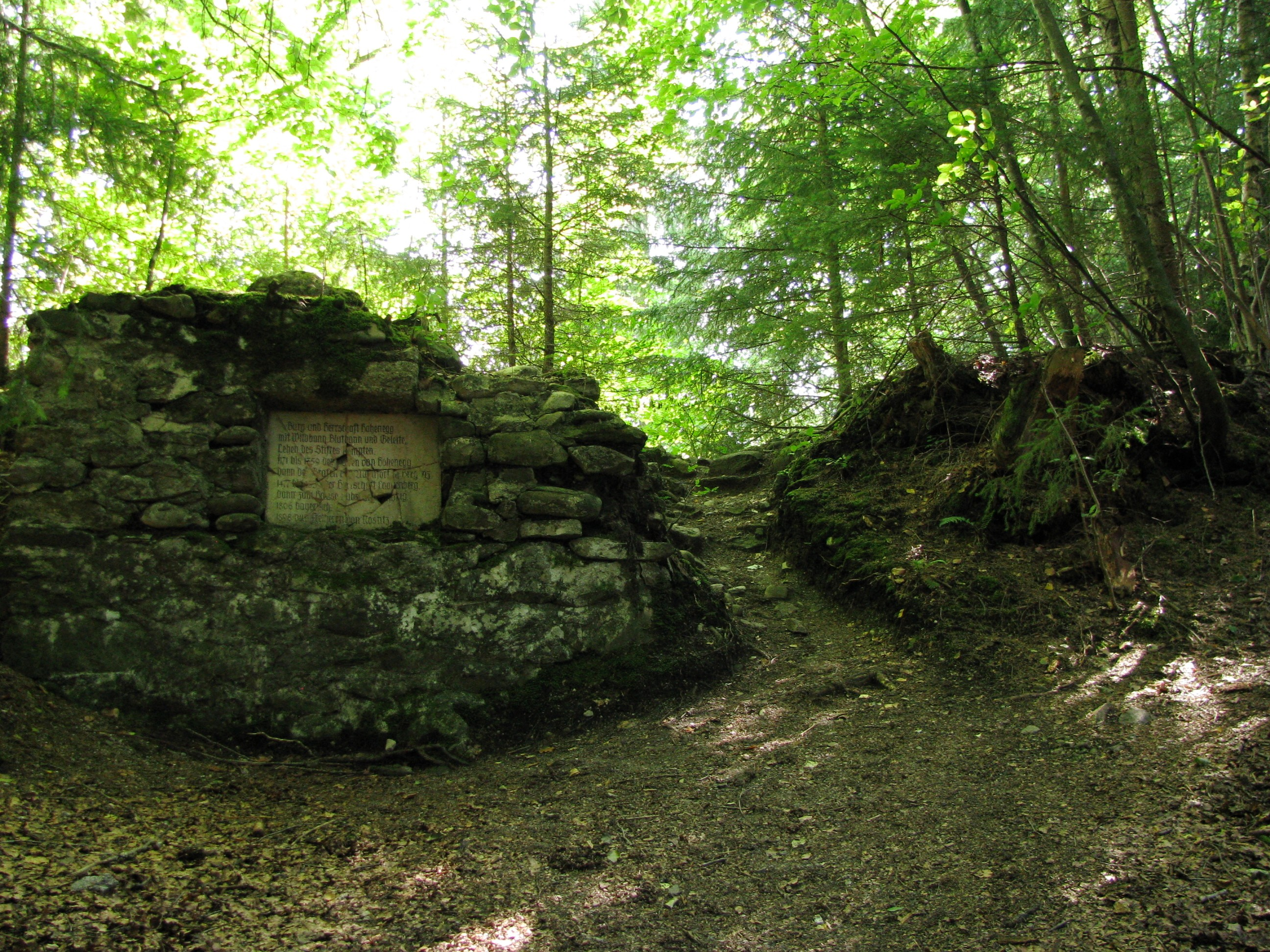
Burgstall Hohenegg
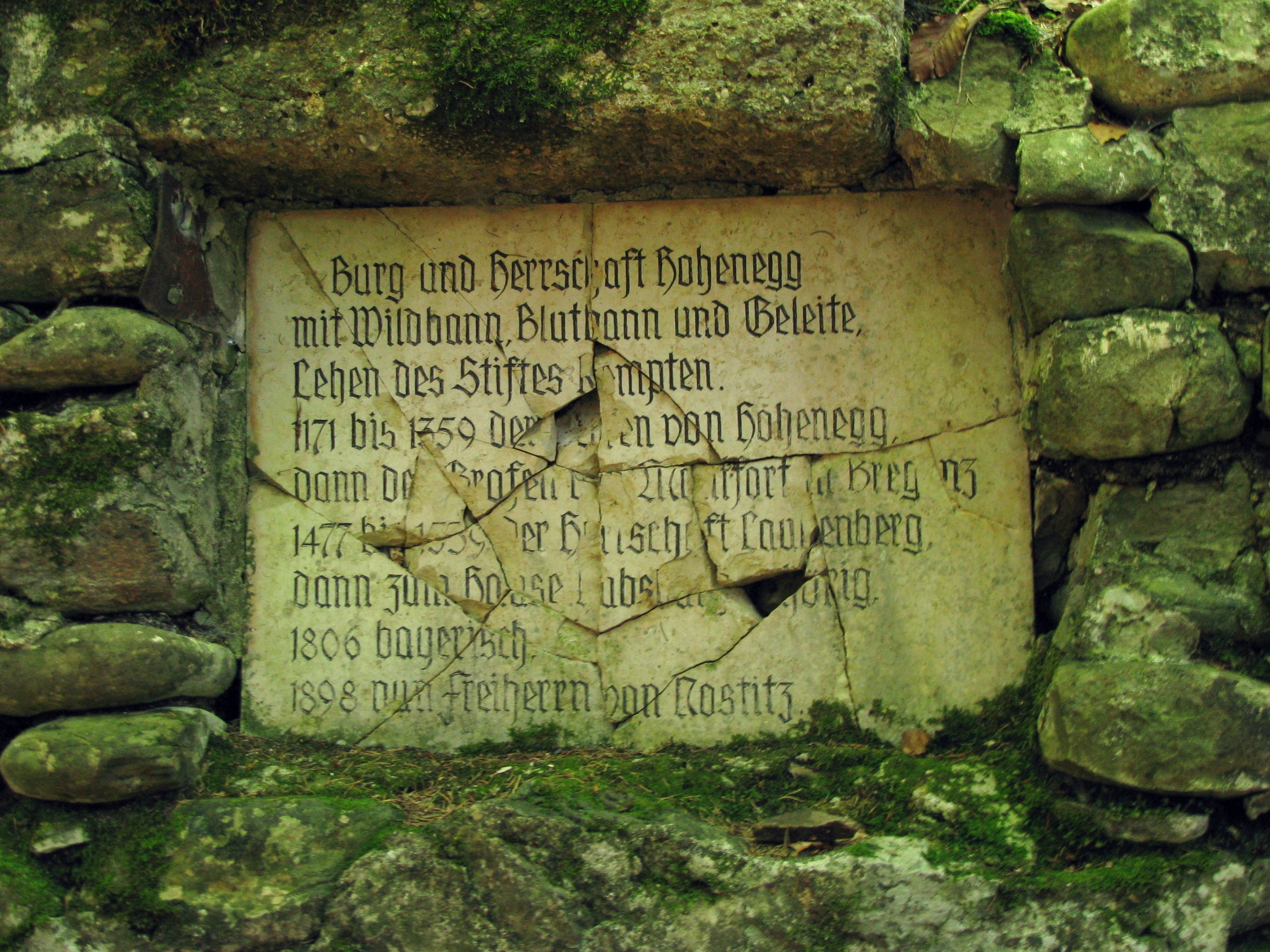
Gedenkstein